# MasterChef (Australië)
MasterChef Australië is een Australische talentenjacht voor koks, waarin amateurs strijden om de titel MasterChef.

## Geschiedenis
Het programma is gebaseerd op de van origine Engelse serie MasterChef en werd tot en met seizoen 11 (2019) gepresenteerd door chef-kok Gary Mehigan, chef-kok George Calombaris en voedselcriticus Matt Preston. Sinds seizoen 12 wordt de presentatie gedaan door Jock Zonfrillo, Melissa Leong en Andy Allen.

## Presentatie, jury en mentoren
| Naam                                      | Werk                            | Seizoen |
| ----------------------------------------- | ------------------------------- | ------- |
| Sarah Wilson (presentatrice)              | Presentatrice                   | 1       |
| Gary Mehigan (presentatie & jurylid)      | Eigenaar restaurant en chef-kok | 1-11    |
| George Calombaris (presentatie & jurylid) | Chef-kok                        | 1-11    |
| Matt Preston (presentatie & jurylid)      | Voedselcriticus                 | 1-11    |
| Matt Moran (jurylid)                      | Chef-kok                        | 3       |
| Kylie Kwong (gast-mentor)                 | Chef-kok                        | 6       |
| Shannon Bennett (gast-mentor)             | Chef-kok                        | 7-10    |
| Jock Zonfrillo (presentatie & jurylid)    | Chef-kok                        | 12-13   |
| Melissa Leong (presentatie & jurylid)     | Voedselcriticus                 | 12-13   |
| Andy Allen (presentatie & jurylid)        | Chef-kok                        | 12-13   |

## Seizoenen
| Seizoen | Jaar | Aant. afl. | Winnaar        | Tweede         | Int. reis        | Andere deelnemers |
| ------- | ---- | ---------- | -------------- | -------------- | ---------------- | --- |
| 1       | 2009 | 72         | Julie Goodwin  | Poh Ling Yeow  | Hongkong         | Melissa Lutton, Pasquale "Nic" Ciampa, Linda Kowalski, Brent Parker-Jones, Michelle Darlington, Joshua "Josh" Catalano, Kate Rodrigues, Aaron Thomas, Trevor Forster, Sandra Morena, Eugenia "Geni" Papacostas, Tom Mosby, Sam Ciaravolo, Andre Ursini, Lucas Parsons, Julia Jenkins, Justine Schofield, Chris Badenoch                                             |
| 2       | 2010 | 84         | Adam Liaw      | Callum Hann    | Londen en Parijs | Sarah Carmichael, Devon Headland, Kate Nugara, Adele Fragnito, Dominic Corrigan, Daniel Aulsebrook, Philip Vakos, Carrie Johnston, Fiona Inglis, Jake Bujayer, Skye Craig, Sharnee Rawson, Matthew Caldicott, Joanne Zalm, Peter Kritikides, Marion Grasby, Jonathan Daddia, Aaron Harvie, Alvin Quah, Courtney Roulston, Jimmy Seervai, Claire Winton Burn         |
| 3       | 2011 | 86         | Kate Bracks    | Michael Weldon | New York         | Paul Lombardi, Tom Rutledge, Alex Glasson, Seamus Ashley, Chelsea Fammartino, Cleo Kerameas, Andrew Henderson, Jay Huxley, Arena Dunn, Rachel McSweeney, Shannon Smyth, Adam Bowen, Craig Young, Danielle Dixon, Kumar Pereira, Matthew "Mat" Beyer, Peter Vickery, Sún Etheridge, Billy Law, Hayden Quinn, Ellie Paxton-Hall, Danielle "Dani" Venn, Alana Lowes    |
| 4       | 2012 | 70         | Andy Allen     | Julia Taylor   | Italië           | Kevin Perry, Lydia Guerrini, Matt Howell, Katherine "Kath" von Witt, Tran Kim "TK" Nguyen, Dalvinder Dhami, Mario Mohorko, Filippo Silvestro, Emma O'Shaughnessy, Sam David, Tregan Borg, Andrew Strickland, Julia "Jules" Pike, Amina Elshafei, Debra Sederlan, Wade Drummond, Beau Cook, Alice Zaslavsky, Kylie Millar, Ben Milbourne, Mindy Woods, Audra Morrice |
| 5       | 2013 | 65         | Emma Dean      | Lynton Tapp    | Dubai            | Daniel "Dan" Tuddenham, Michael Todd, Xavier Doran, Clarissa Dodawec, Andrew Prior, Nicky Agahari, Faiza Rehman, Totem Douangmala, Philippa "Pip" Sumbak, Liliana Battle, Julia "Jules" Allen, Neha Sen, Vern Fitzgerald, Noelene Marchwiki, Daniel Churchill, Daniel Kelty, Lucy Wallrock, Christina Batista, Rishi Desai, Samira El Khafir                        |
| 6       | 2014 | 60         | Brent Owens    | Laura Cassai   |                  | Cecilia Vuong, Brendan Langfield, Deepali Behar, Nicole Cleave, Nick Doyle, Emily Loo, Scott Yeoman, Sean Baxter, Steven Peh, Rachel Ciesiolka, Samantha "Sam" Gant, Byron Finnerty, Natasha "Tash" Shan, Georgia Hughes, Kira Westwick, Colin Sheppard, Sarah Todd, Renae Smith, Amy Shields, Ben MacDonald, Tracy Collins, Jamie Fleming, Emelia Jackson          |
| 7       | 2015 | 62         | Billie McKay   | Georgia Barnes |                  | Mario Montecuollo, Marcus Cher, James Bell, Kha Nguyen, Andrea Farinha, Jarrod Trigg, Fiona Grindlay, Melita Tough, Kristina Short, Ava Stangherlin, Anna Webster, Jacqueline "Jacqui" Ackland, Jamie Ward, John Carasig, Stephen Rooney, Rose Adam, Amy Luttrell, Ashleigh Bareham, Jessie Spiby, Matthew Hopcraft, Sara Oteri, Reynold Poernomo, Jessica Arnott   |
| 8       | 2016 | 63         | Elena Duggan   | Matt Sinclair  | Californië       | Ashley McConnell, Nathaniel Milevskiy, Adam Mizzi, Olivia Robinson, Nidhi Mahajan, Jimmy Wong, Con Vailas, Cecilia Vuong, Charlie Sartori, Miles Pritchett, Zoe Konikkos, Nicolette Stathopoulos, Anastasia Zolotarev, Karmen Lu, Heather Day, Theresa Visintin, Chloe Bowles, Brett Carter, Trent Harvey, Mimi Baines, Elise Franciskovic, Harry Foster            |
| 9       | 2017 | 63         | Diana Chan     | Ben Ungermann  | Japan            | Rashedul Hasan, Lee Behan, Josh Cleary, Pia Gava, Benita Orwell, Bryan Zhu, Benjamin Bullock, Trent Devincenzo, Jessica "Jess" Butler, Pete Morgan, Samuel Whitehead, Ray Silva, Michelle Lukman, Nicole Stevenson, Sam Goodwin, Callan Smith, Eloise Praino, Eliza Wilson, Sarah Tiong, Arum Nixon, Tamara Graffen, Karlie Verkerk                                 |
| 10      | 2018 | 61         | Sashi Cheliah  | Ben Borsht     |                  | Brett McGrath, Metter Chin, Denise Valdez, Adele Elliott, Tim Talam, Michelle Walsh, Loki Madireddi, Jo Kendray, Genene Dwyer, Jenny Lam, Lisa Diep, Aldo Ortado, Luigia "Gina" Ottaway, Hoda Kobeissi, Sarah Clare, Brendan Pang, Kristen Sheffield, Samira Damirova, Reece Hignell, Chloe Ann Carrol, Jessica "Jess" Liemantara, Khanh Ong                        |
| 11      | 2019 | 61         | Larissa Takchi | Tessa Boersma  |                  | Huda Al-Sultan, Dee Williams, Yossra Abouelfadl, Monica Mignone, Mandy Hall, Jessica "Jess" Hall, Blake Werner, Leah Milburn-Clark, Kyle Lyons, Joe Ahern, Walleed Rasheed, Abbey Rose, Stephanie "Steph" De Sousa, Sandeep Pandit, Ben Trobbiani, Tati Carlin, Derek Lau, Christina Laker, Anushka Zargaryan, Nicole Scott, Tim "T-Bone" Bone, Simon Toohey        |
| 12      | 2020 | ?          | Emelia Jackson | Laura Sharrad  | None             | ? |

## Uitzendingen in Nederland
In Nederland is  Masterchef Australië uitgezonden op meerdere zenders, onder andere op SBS6 en NET5. Ook is er in 2010 een Nederlandse versie ontstaan genaamd MasterChef (Nederland).

## Uitzendingen in België
In België werd  Masterchef Australië tot en met seizoen 11 uitgezonden op Vitaya. Vanaf seizoen 12 is  Masterchef Australië te zien op VTM 2.
Van 2010 tot en met 2012 werd op de zender VTM ook een Belgische versie uitgezonden.